# بنجامين تالبوت بابيت
كان بنجامين تالبوت بابيت (1 مايو 1809 - 20 أكتوبر 1889) رجل أعمال ومخترعًا أمريكيًا عصاميًا جمع ثروة من صناعة الصابون، حيث صنّع أفضل صابون بابيت.

## النشأة
وُلِد بنجامين بابيت في ويستمورلاند، نيويورك في الأول من مايو عام 1809. كان والداه بيتسي (هولمان) بابيت، وناثانيال بابيت، حدادًا ومالك حانة وملازمًا في ميليشيا مقاطعة أونيدا، نيويورك. عندما كان طفلاً، التحق بمدرسة عامة وعمل في مزرعة العائلة. كان "يتمتع بشخصية ذكية للغاية ويميل للاستكشاف"، وبحلول سن العشرين عمل في ورشة آلات وتعلم حرفة صنع العجلات والميكانيكا وصنع الملفات. اهتم بالكيمياء ودرسها على يد أستاذٍ كان يزور الورشة من حين لآخر لإعطاء التعليمات للعمال.

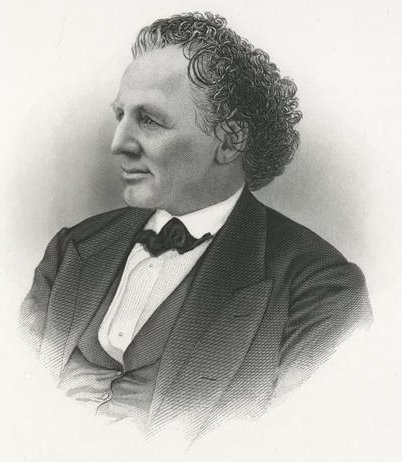
صورة منقوشة لبنجامين تالبوت بابيت

في سن الثانية والعشرين، كان لدى بابيت ما يكفي من المال لفتح أول ورشة آلات له في ليتل فولز، حيث صنع المضخات والمحركات لمدة 12 عامًا. وخلال هذا الوقت، اخترع آلة قص عملية واقتصادية، وهي واحدة من أوائل الآلات المصنعة في أمريكا. دُمّرت شركته بسبب الفيضان في عام 1834، لكنه استمر في الصمود.

## التصنيع
انتقل بابيت إلى مدينة نيويورك، حيث بدأ في تصنيع "ساليراتوس" (أو بيكربونات الصوديوم، والتي تسمى عادةً صودا الخبز). استخدم عملية اخترعها، وباع المنتج في عبوات صغيرة ومريحة ومميزة. غلّف المنتج وسوّقه بشكل جيد لدرجة أنه سيطر بسرعة على معظم سوق بيكربونات الصوديوم. بدأ في إنتاج مسحوق الخبز ومسحوق الصابون والعديد من أنواع الصابون، وكلها أيضًا سوّقها بنجاح وشعبية كبيرة. في عام 1851، أصبح أول من صنع وسوّق الصابون في قضبان فردية، والتي غلّفها بشكل جذاب وأضاف إليها علامة الجودة، حيث أخذ الصابون العادي وأثبت أنه يمكن تحويله إلى منتج قابل للتسويق. لقد ساعد هو وآخرون مثله في تغيير نشاط التسويق الأمريكي.
اخترع بابيت معظم الآلات التي استخدمها في مصانع الإنتاج الخاصة به. كان يمتلك مصانع حديد وورش آلات واسعة النطاق في وايتسبورو، نيويورك. كان يحمل أكثر من 100 براءة اختراع. بالإضافة إلى الاختراعات المتعلقة بمجال عمله، وتراوحت أفكار اختراعاته من محركات الرياح، إلى براميل البنادق، والدروع، وأجهزة التهوية، وأجهزة المحرك البخاري، وقوارب القنوات، وآلات صنع الثلج.

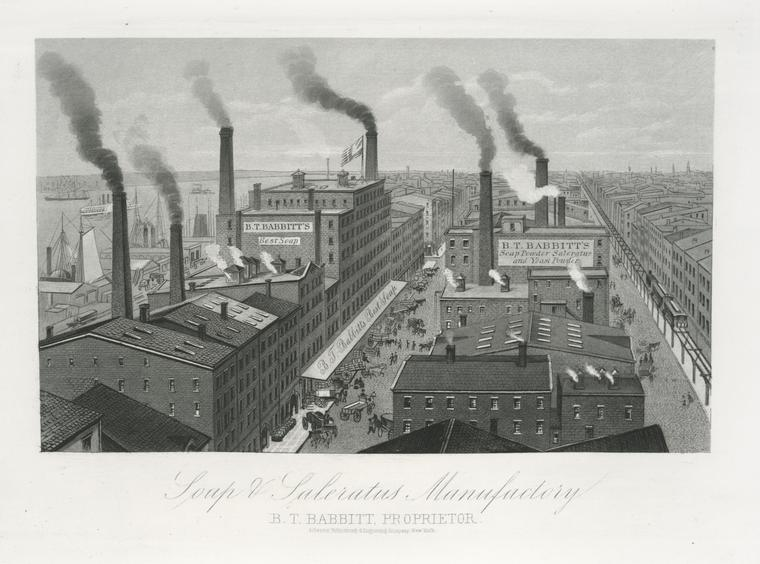
شركة بابيت لصناعة الصابون والساليراتوس

## الدعاية والإعلان
اشتهر بابيت بكونه عبقريًا في مجال الإعلان. نافس صديقه بي تي بارنوم في الأصالة والنجاح، وأصبح اسمًا مألوفًا في جميع أنحاء الولايات المتحدة.
التقى بابيت بصبي صغير يعمل في تلميع الأحذية يُدعى بي تي بابيت. وعندما أخبر الصبي أن اسمه أيضًا بي تي بابيت، قال الصبي المندهش، "يا سيدي، هل كتبت والدتك اسمك على صندوق صابون أيضًا؟" 
كان صابونه أحد أول المنتجات التي تم الإعلان عنها على المستوى الوطني. باع الصابون من عربات الشوارع المطلية بألوان زاهية والتي يعزف عليها الموسيقيون، مما ساعد في ظهور عبارة "انضم إلى القافلة". كان بابيت أول مصنع يقدم جولات في مصانعه وأحد أوائل من يقدم عينات مجانية. استخدم شعارات الإعلان، "صابون لجميع الأمم" و"النظافة هي مقياس الحضارة".

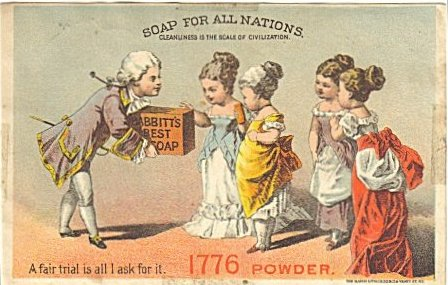
إعلان صابون بابيت

## قضية اختلاس
في سبعينيات القرن التاسع عشر، تورّط بابيت وشركته في قضية اختلاس كبرى. وُجِّه الاتهام إلى اثنين من الموظفين الموثوق بهم وأُدينا في النهاية بسرقة ما بين 200 ألف دولار و300 ألف دولار من بابيت على مدى عدة سنوات. وقد جذبت القضية اهتمامًا عامًا واسع النطاق.

## وفاته وإرثه
توفي بابيت في 20 أكتوبر 1889، تاركًا خلفه زوجته ريبيكا ماكدوفي بابيت (1820 - 1894) وابنتيه إيدا بابيت هايد وليليا بابيت هايد (1856-1939)، اللتين ترك لهما نصف تركته التي تبلغ 5,000,000 دولار أمريكي بالإضافة إلى حصة أغلبية في شركته. أسست ليليا مؤسسة ليليا بابيت هايد في عام 1924، وشغلت منصب رئيستها حتى وفاتها في عام 1939. وتركت الجزء الأكبر من تركتها للمؤسسة، مما رفع قيمة أصولها اعتبارًا من يونيو 1941 إلى ما يقرب من 3,200,000 دولار أمريكي.
استخدم سينكلير لويس اسم عائلة بابيت للإشارة إلى الشخصية الرئيسية في روايته الأكثر مبيعًا، بابيت، والتي تدور أحداثها حول رجل أعمال مبتذل وجاهل، والتي كتبها في عام 1922.
وبابيت هي جزء من نورث بيرغن، نيو جيرسي، سُميت على اسم قطعة أرض مساحتها 87 فدانًا (35 هكتارًا) بين جرانتون وفيرفيو اشتُريت لمجمع المصانع في عام 1904 والتي انتقلت إليها مصانع الصابون في عام 1907 من مقرها السابق، وهو منشأة تبلغ مساحتها 22000 قدم مربع (2000 متر مربع) في ويست ستريت في مانهاتن السفلى. لتصبح واحدة من أكبر مجمعات تصنيع الصابون في العالم.